# Samos (eiland)

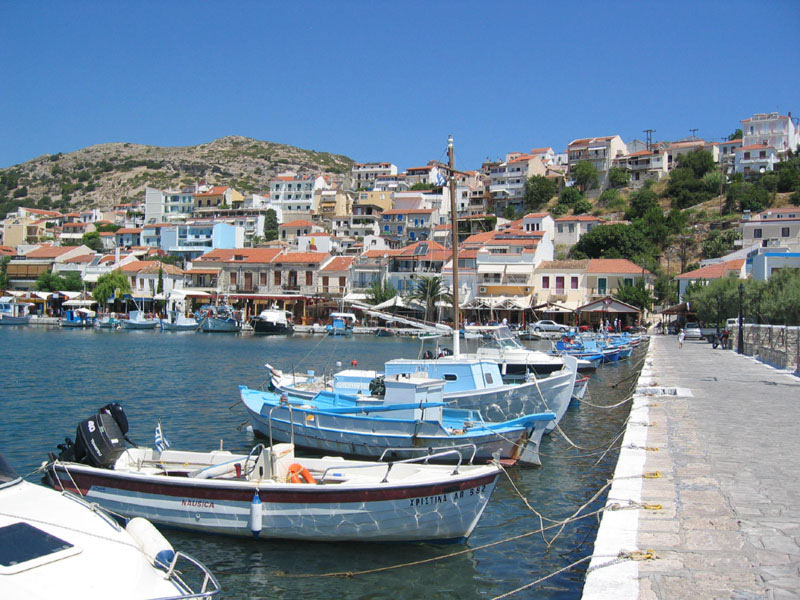
Haven van Pythagoreio

Samos (Grieks: Σάμος) is een Grieks eiland in het oosten van de Egeïsche Zee, vlak voor de kust van Turkije. Bestuurlijk behoort het tot de periferie Noord-Egeïsche Eilanden.
Vathy (of Samos-stad) is de hoofdstad van het eiland. Het is een havenstad in het noordoosten van het eiland.
Het eiland heeft hoge bergen, zoals de Kerketefsberg in het westen, die met 1437 meter een van de hoogste bergen van de Egeïsche Zee is, en de Ampelosberg in het midden van het eiland, die 1150 meter hoog is.
De plaats Pythagoreio heette tot 1955 Tigani en ligt aan de zuidoostkust, nabij het vliegveld van Samos. De plaatsen Vathy en Karlovasi liggen in het noorden van het eiland. Samos heeft een aantal mooie kloosters.
Enkele goederen die op het eiland geproduceerd worden, zijn: wijn, olijfolie, honing en citrusvruchten. Vooral de zoete witte Samoswijn, gemaakt van muskaatdruiven, geniet internationale bekendheid.

## Geschiedenis van Samos
Rond 1000 v.Chr. vestigden zich Ioniërs op Samos, die de vóór-Griekse bevolking verdrongen. De Ioniërs brachten Samos tot grote bloei. Het eiland werd een belangrijk economisch en cultureel centrum en had een belangrijk aandeel in de Griekse kolonisatie. Het eiland was lid van de Ionische Twaalfstedenbond. Onder de tiran Polycrates (circa 540- 521 v.Chr.) bereikte Samos een hoogtepunt, o.a. vanwege de grote publieke werken en zeemacht die hij tot stand bracht. Sparta en Korinthe slaagden er niet in een einde te maken aan zijn bewind. De Perzen wisten Polycrates wel ten val te brengen en stelden zijn broer Syloson aan als satraap. Na de Perzische oorlogen wist Samos zich in 479 v.Chr. na de Slag bij Mycale weer los te maken van de Perzen en vond het eiland aansluiting bij de Delische Bond als niet-belastingplichtig lid. Een poging zich los te maken van de Bond leidde tot de Samische Oorlog (441 - 439 v.Chr.) tegen Athene, die Samos verloor. Daarna bleef Samos Athene tot het einde van de Peloponnesische Oorlog (404 v.Chr.) trouw. In 365 v.Chr. slaagde de Atheense admiraal Timotheus erin om het intussen in 387 v.Chr. weer onder Perzische invloed geraakte Samos te veroveren. Hij vestigde er een gemeenschap van 2000 Atheense klèrouchoi, die in 322 v.Chr. op last van de Macedonische diadochenkoning Perdiccas het eiland weer moest verlaten. In de hellenistische periode was Samos tot 197 v.Chr. een steunpunt voor de Ptolemaeën. In 132 v.Chr. werd Samos Romeins.
De Griekse wiskundige en filosoof Pythagoras, bekend van de stelling van Pythagoras (a2+b2=c2), werd op dit eiland geboren. De stad Pythagorio, die in het zuidoosten van het eiland aan de kust ligt, is sinds 1955 naar hem genoemd. Hier staat ook een beeld van Pythagoras, dat in 1989 door Nikolaos Ikaris is gemaakt.
Samos geldt ook als de geboorteplaats van de filosoof Epicurus.
Op diverse plaatsen van dit eiland werd in de oudheid de godin Hera vereerd.
Dit was een godin van de vruchtbaarheid. Nog voor de Myceners zich hier vestigden, bestond waarschijnlijk al een dergelijke cultus op dit eiland. Ten westen van Pythagorio bevindt zich een heiligdom van Hera.
In de klassieke oudheid stond het eiland ook bekend om het rode aardewerk dat er geproduceerd werd.
Het eiland maakte achtereenvolgens deel uit van het Perzische Rijk, het Helleense Rijk, het Romeinse Rijk, het Byzantijnse Rijk, De Republiek Venetië en het Ottomaanse Rijk, waarna het deel ging uitmaken van Griekenland in 1912.

## Plaatsen
Samos is sedert 2011 een fusiegemeente (dimos) in de Griekse bestuurlijke regio (periferia) Noord-Egeïsche Eilanden.
De vier deelgemeenten (dimotiki enotita) van de fusiegemeente zijn:
- Karlovasi (Καρλόβασι)
- Marathokampos (Μαραθόκαμπος)
- Pythagoreio (Πυθαγόρειο)
- Vathy (Βαθύ), met een wijk Kokkari

Andere plaatsen:
- Chora, de vroegere hoofdstad van Samos
- Ormos Marathokampou (Grieks: Ορμος Μαραθοκαμπου), een piepklein vissersdorp met terrasjes tussen kleurrijke vissersboten
- Votsalakia (Grieks: Βοτσαλακια), een badplaatsje
- Vourliotes (Grieks: Βουρλιωτες), een bergdorpje, gelegen hoog in de Samiotische bergen
- Manolates (Grieks: Μανολατες), ook een bergdorpje
- Mytilinii, dorpje met vele kerken. Stond bekend om zijn tabaksproductie.
- Platanos (Grieks: Πλατανος), ook een bergdorpje, gelegen op het midden van het eiland waar de noordkust én zuidkust duidelijk te zien zijn

## Bezienswaardigheden in en rond Samos
- Archeologisch museum in Vathy
- Ano Vathy, het oude gedeelte van Vathy
- Kokkari, schilderachtige landtong
- Pythagoreion en Heraion, staan op de UNESCO's Werelderfgoedlijst.
- Efpalineio Orygma, aquaduct (tunnel)
- Platanakia, dal van de nachtegalen
- Moni Spilianis, een klooster met een kerk in een grot
- Votsalakia, mooiste strand
- Vigla, met hoogste punt 1433 meter
- Bootverbindingen met UNESCO-Werelderfgoederen Patmos en Efeze
- Turkije ligt op een steenworp afstand, men kan vanaf Vathy per boot Kusadasi bezoeken.
- Eilandhoppers kunnen vanuit Samos per boot andere eilanden, zoals Lesbos, Chios, Ikaria, Kos en Rodos. Deze eilanden liggen op geringe afstand van Samos.

## Verkeer en vervoer
Samos beschikt over de Luchthaven Samos. Er zijn veerverbindingen met andere eilanden zoals Rodos en Kos. Er is een regelmatige busdienst met de deelgemeente Pythagoreio.